# کاروانسرای سنگی علی‌آباد
کاروانسرای سنگی علی‌آباد مربوط به دوره سلجوقیان است و در شهرستان قم، بخش مرکزی، روستای علی‌آباد واقع شده است. این اثر در تاریخ ۱۸ اردیبهشت ۱۳۸۰ با شمارهٔ ثبت ۳۸۲۷ به عنوان یکی از آثار ملی ایران به ثبت رسیده است.